# Rudolf Kindler

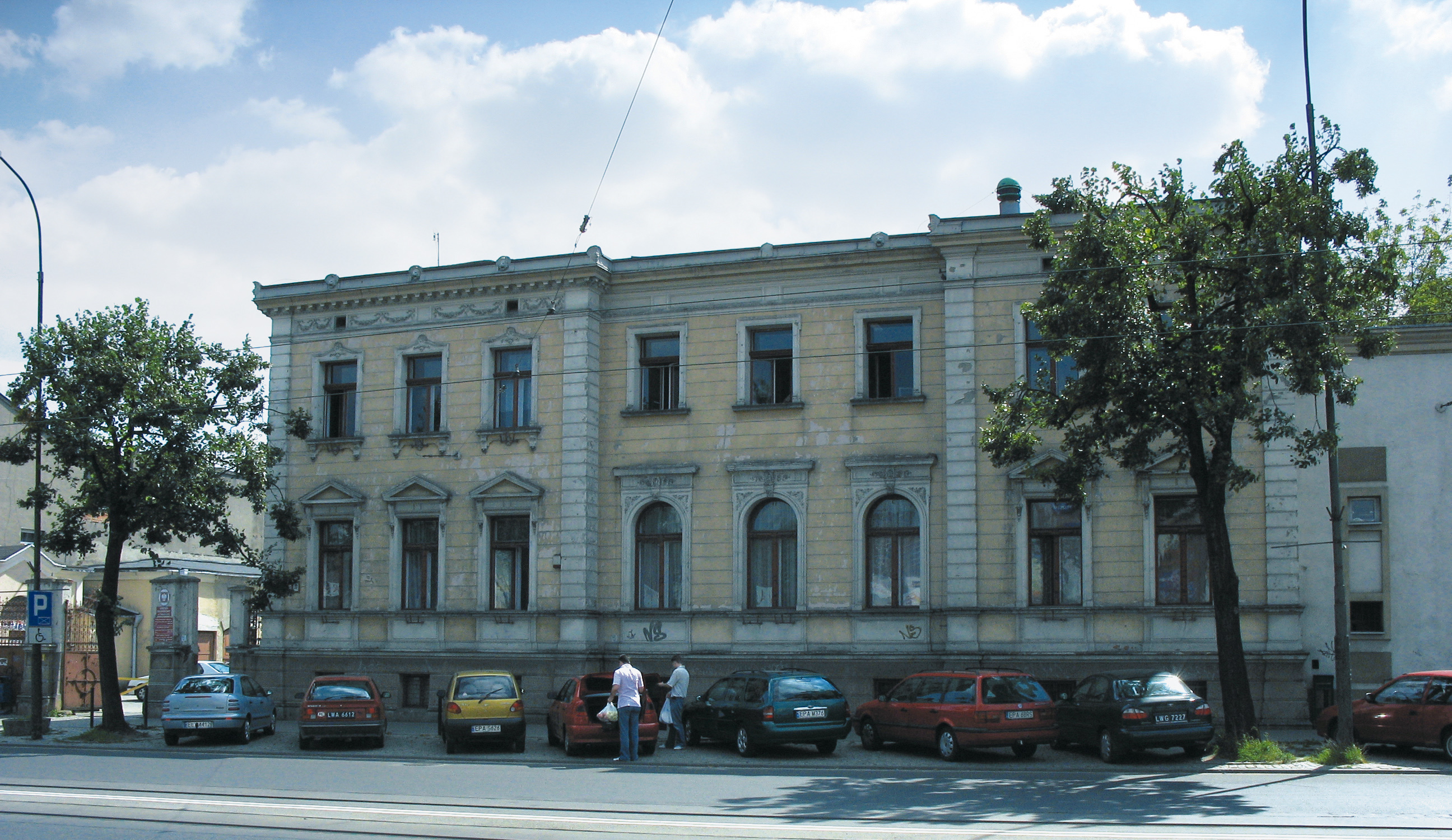
Rezydencja Kindlerów w Pabianicach - widok współczesny

Rudolf Karol Kindler (ur. 5 czerwca 1819 w Stawiszynie, zm. 9 sierpnia 1891 w Pabianicach) – polski fabrykant niemieckiego pochodzenia, założyciel drugiej co do wielkości fabryki włókienniczej w Pabianicach.

## Życiorys
Był synem majstra piekarskiego, z zawodu tkaczem, mechanikiem i farbiarzem, długoletnim pracownikiem różnych fabryk w Kaliszu, Zgierzu, wreszcie od 1848 r. – pabianickich zakładów Kruschego. Własną fabrykę uruchomił w 1854 r., szybko ją zmechanizował i rozbudował. W 1861 roku założył nad Dobrzynką ręczną tkalnię wyrobów wełnianych i półwełnianych, składającą się z 68 warsztatów tkackich i farbiarni. Otrzymał złoty medal na Wystawie Rolno-Przemysłowej w Paryżu. W 1879 roku firma była drugą co do ilości zatrudnionych robotników w Królestwie Polskim. W 1889 r. stała się ona spółką akcyjną Towarzystwo Akcyjne Wyrobów Półwełnianych R.Kindler.  W 1896 firma otrzymała pozwolenie znakowania swoich wyrobów godłem państwowym. Zakłady te, w przeciwieństwie do bawełnianych fabryk "Krusche i Ender", specjalizowały się w produkcji wyrobów wełnianych i półwełnianych, będąc w 1913 r. pierwszą firmą tej branży w całym Królestwie Polskim. W 1925 r. jednak zbankrutowały.
Był członkiem zboru herrnhutów mającego kaplicę w Pabianicach.
Pod koniec lat 90. XX wieku większość budynków dawnej fabryki Kindlera wyburzono, w ich miejscu powstał hipermarket Hypernova z parkingami.

### Życie prywatne
Rudolf Kindler ożenił się w 1842 z Ernestyną Ludwiką Gűnther, córką zgierskiego tkacza, z którą miał ośmioro dzieci:
- Juliusza Rudolfa (ur. 1843)
- Ludwik Wilhelma (ur. 1846)
- Waldemara (ur. 1848),
- Marię Luizę (ur. 1850),
- Ferdynanda Waldemara (ur. 1853),
- Oskara (ur. 1856),
- Martę Ludwikę (ur. 1850),
- Karola Rudolfa (ur. 1865)[6].